# Guollebastin
Guollebastin är en kulle i Finland. Den ligger i Utsjoki kommun i landskapet Lappland, i den norra delen av landet, 1 100 km norr om huvudstaden Helsingfors. Toppen på Guollebastin är 322 meter över havet.
Terrängen runt Guollebastin är platt.  Trakten runt Guollebastin är nära nog obefolkad, med mindre än två invånare per kvadratkilometer. Det finns inga samhällen i närheten. Omgivningarna runt Guollebastin är i huvudsak ett öppet busklandskap.